# Julien Canal
Julien Canal (ur. 15 lipca 1982 w Le Mans) – francuski kierowca wyścigowy.

## Kariera
Canal rozpoczął karierę w wyścigach samochodowych w 2003 roku od startów we Francuskiej Formule Renault, Formule Renault 2000 Masters oraz Niemieckiej Formule Renault. Jedynie w edycji francuskiej zdobywał punkty – był tam 29. W późniejszych latach pojawiał się także w stawce Francuskiego Pucharu Porsche Carrera, FIA GT Championship, French GT Championship, Formuły Le Mans, Le Mans Series, 24h Le Mans (zwycięzca w latach 2010–2012 w klasach GT1 oraz GTE Am), American Le Mans Series, Intercontinental Le Mans Cup oraz FIA World Endurance Championship.